# Sonrisa

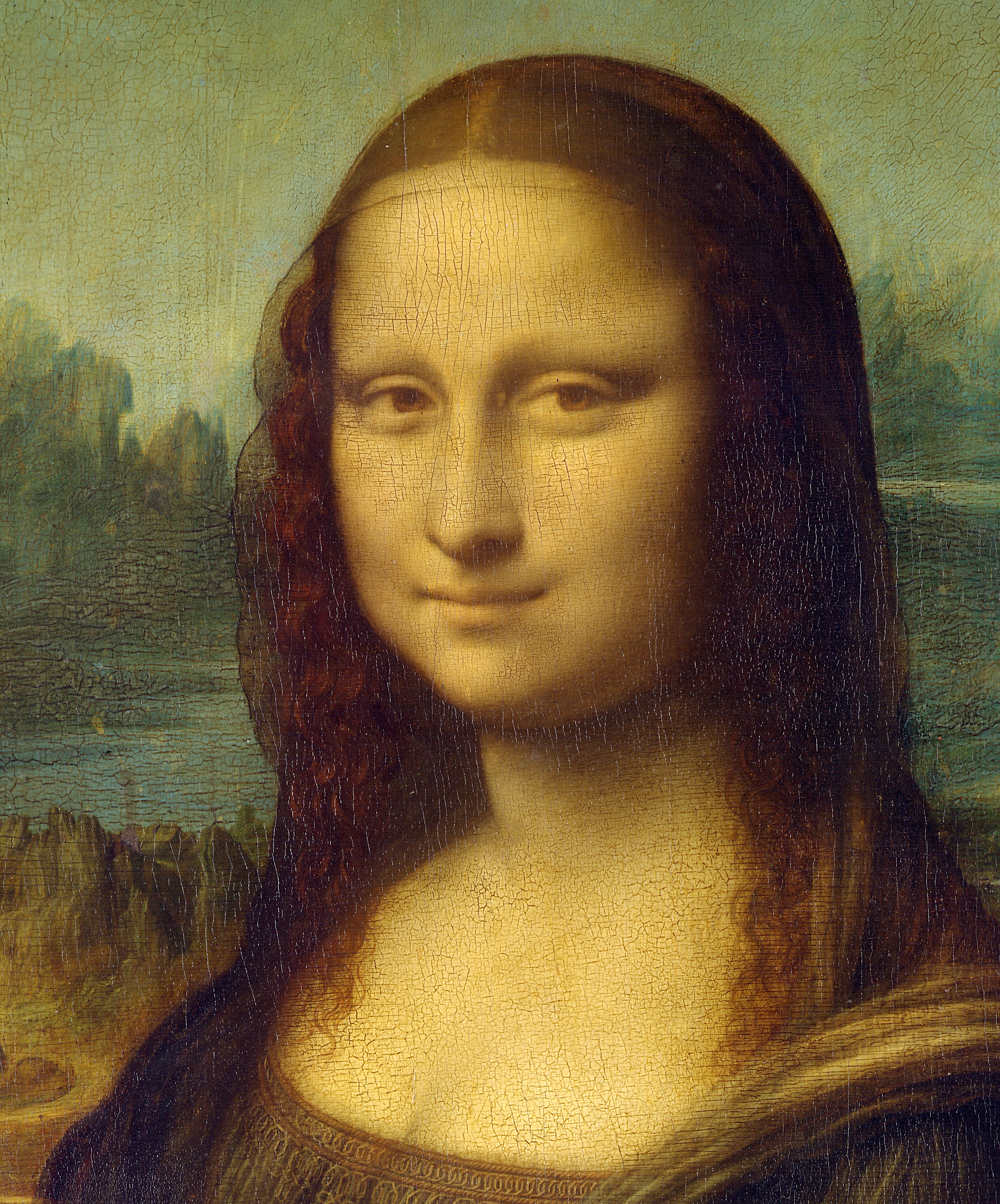
Detalle de la Mona Lisa, quien es conocida por su sonrisa.

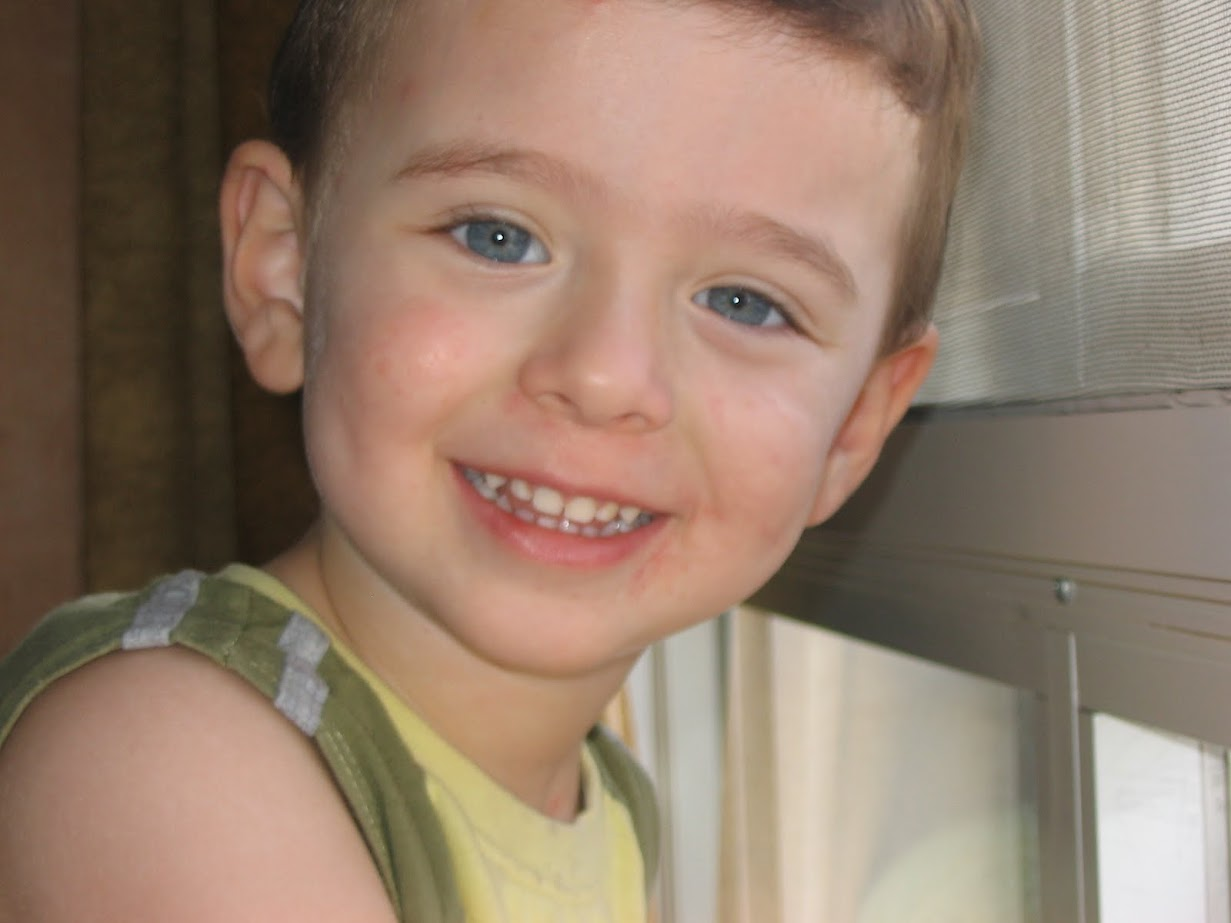
Un niño sonriendo.

Una sonrisa es una expresión facial formada principalmente al flexionar los músculos de los lados de la boca. Algunas sonrisas incluyen una contracción de los músculos de las comisuras de los ojos, una acción conocida como sonrisa de Duchenne. Entre los humanos, la sonrisa expresa felicidad, alegría, placer, sociabilidad o diversión. Es distinta de una  similar pero generalmente involuntaria expresión de ansiedad conocida como mueca. Aunque estudios transculturales han demostrado que sonreír es un medio de comunicación en todo el mundo, existen grandes diferencias entre las distintas culturas, religiones y sociedades, y algunas usan la sonrisa para transmitir confusión, vergüenza o incomodidad.

## Trasfondo evolutivo
La primatóloga Signe Preuschoft rastrea la sonrisa a 30 millones de años de evolución hasta una "sonrisa de miedo" que se originó en los monos y simios, que a menudo usaban los dientes apenas apretados para demostrar a los depredadores que eran inofensivos o para indicar sumisión a miembros más dominantes del grupo. La sonrisa puede haber evolucionado de manera diferente entre las especies, especialmente entre los humanos.

## Efectos sociales
Sonreír parece tener una influencia favorable sobre los demás y hace que uno sea "agradable" y más "accesible". En el contexto social, la sonrisa y la risa tienen diferentes funciones en el orden de secuencia en situaciones sociales:
- Sonreír es a veces un recurso previo a la risa y un patrón común para preparar el camino a la risa;
- Sonreír puede utilizarse como respuesta a la risa.[5]

La sonrisa es un sistema de señalización que surgió de la necesidad de comunicar información de muchas formas diferentes. Una de ellas es la publicidad de interés sexual. Las sonrisas femeninas resultan atractivas para los hombres heterosexuales, ya que aumentan el atractivo físico y mejoran el atractivo sexual. Sin embargo, investigaciones recientes indican que la sonrisa de un hombre puede o no ser la más eficaz para atraer a las mujeres heterosexuales, y que expresiones faciales como el orgullo o incluso la vergüenza podrían ser más eficaces. Los investigadores no estudiaron explícitamente el papel de las sonrisas en otras preferencias sexuales.

### Como refuerzo y manipulación
La influencia de la sonrisa sobre los demás no es necesariamente benigna. Puede adoptar la forma de un refuerzo positivo, posiblemente con un propósito manipulador y abusivo.

## Diferencias culturales
Aunque sonreír se percibe como una emoción positiva la mayor parte del tiempo, hay muchas culturas que perciben la sonrisa como una expresión negativa y la consideran poco acogedora. Sonreír demasiado puede verse como un signo de superficialidad o deshonestidad. En algunas partes de Asia, la gente puede sonreír cuando se siente avergonzada o tiene un dolor emocional. Algunas personas pueden sonreír a otras para indicar un saludo amistoso. Una sonrisa puede estar reservada para amigos cercanos y familiares. Muchas personas en el área de la antigua Unión Soviética consideran que sonreír a extraños en público es un comportamiento inusual y sospechoso, o incluso un signo de estupidez.
Un estudio sistemático y transcultural de gran escala sobre la percepción social de las personas sonrientes documentó que en algunas culturas una persona sonriente puede ser percibida como menos inteligente que la misma persona que no sonríe (y que la evitación de la incertidumbre cultural puede explicar estas diferencias). Además, el mismo estudio mostró que la corrupción a nivel social puede socavar la percepción prosocial de la sonrisa: en sociedades con altos indicadores de corrupción, la confianza hacia las personas sonrientes se reduce.
También puede haber diferencias de género. En Estados Unidos y Canadá, las mujeres afirman que los hombres les dicen que sonrían. Por ejemplo, Greg Rickford, miembro del Parlamento canadiense, le dijo a una periodista que sonriera en lugar de responder a la pregunta que le había hecho. La antropóloga biológica Helen Fisher afirma que, si bien esto podría ser un comportamiento afectuoso o controlador, es poco probable que sea bien recibido.

## Hoyuelos

Un hombre con hoyuelos sonriendo.

Los hoyuelos en las mejillas se forman de manera secundaria a un músculo cigomático mayor bífido, cuyas hebras fasciales se insertan en la dermis y causan un efecto de anclaje dérmico. Los hoyuelos se heredan genéticamente y son un rasgo dominante. Tener hoyuelos bilaterales (hoyuelos en ambas mejillas) es la forma más común de hoyuelos en las mejillas. Una forma más rara es el hoyuelo único, que se presenta en un solo lado de la cara.
La variación bífida del músculo se origina como una estructura única del hueso cigomático. A medida que viaja anteriormente, luego se divide en un haz superior que se inserta en la posición típica sobre la esquina de la boca. Un haz inferior se inserta debajo de la esquina de la boca. Los hoyuelos son análogos y la forma en que se forman en las mejillas varía de persona a persona. La forma de la cara de una persona también puede afectar su apariencia y forma:[22] las caras leptoprosópicas (largas y estrechas) tienen hoyuelos largos y estrechos, y las caras eriprosópicas (cortas y anchas) tienen hoyuelos cortos y circulares.[22] Las personas con cara mesoprosópica tienen más probabilidades de tener hoyuelos en las mejillas que cualquier otra forma de cara.[22]

## Sonrisa de Duchenne

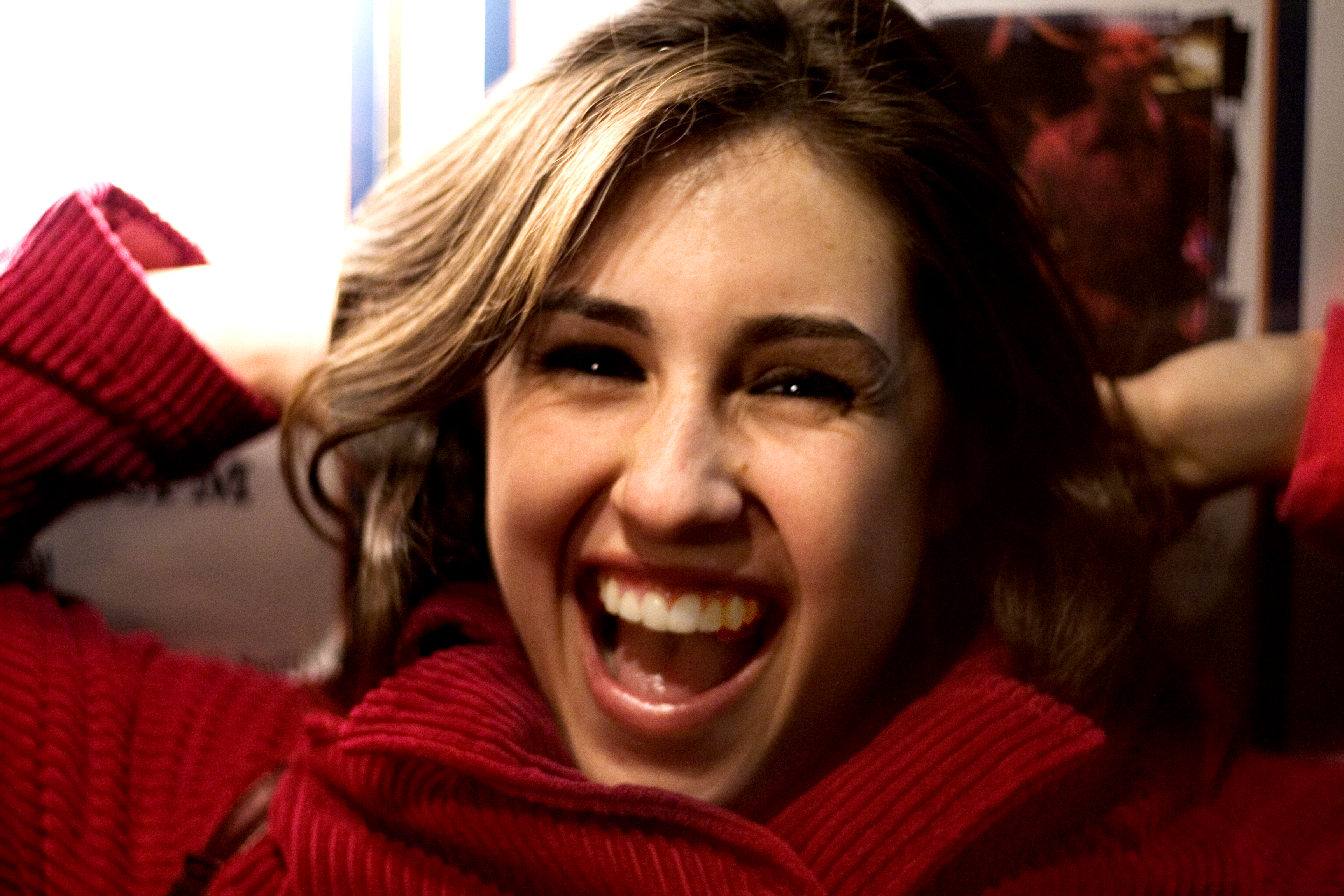
Una sonrisa de Duchenne involucra los músculos alrededor de la boca y los ojos.

A mediados del siglo XIX, mientras realizaba investigaciones sobre la fisiología de las expresiones faciales, el neurólogo francés Guillaume Duchenne identificó dos tipos distintos de sonrisas. La sonrisa de Duchenne implica la contracción tanto del músculo cigomático mayor (que eleva las comisuras de la boca) como del músculo orbicular de los ojos (que eleva las mejillas y forma patas de gallo alrededor de los ojos). La sonrisa de Duchenne se ha descrito como "sonreír con los ojos". Una sonrisa de Duchenne exagerada a veces se asocia con mentir.

## Sonrisa no Duchenne
Una sonrisa no Duchenne involucra solo el músculo cigomático mayor. Según Messenger et. al. "La investigación con adultos inicialmente indicó que la alegría se indicaba mediante una sonrisa genérica, cualquier sonrisa que implicara la elevación de las comisuras de los labios por el músculo cigomático mayor... Investigaciones más recientes sugieren que la sonrisa en la que el músculo alrededor del ojo se contrae, elevando las mejillas (sonrisa Duchenne), se asocia únicamente con una emoción positiva".
La "sonrisa Pan Am", también conocida como "sonrisa Botox", es el nombre que se le da a una sonrisa falsa, en la que solo se contrae voluntariamente el músculo cigomático mayor para mostrar cortesía. Recibe su nombre de la ahora extinta aerolínea Pan American World Airways, cuyos asistentes de vuelo siempre mostraban a todos los pasajeros la misma sonrisa superficial. El Botox se introdujo para uso cosmético en 2002. El uso crónico de inyecciones de Botox para tratar las arrugas de los ojos puede provocar la parálisis de los pequeños músculos alrededor de los ojos, lo que impide la aparición de una sonrisa Duchenne.

## Otros animales

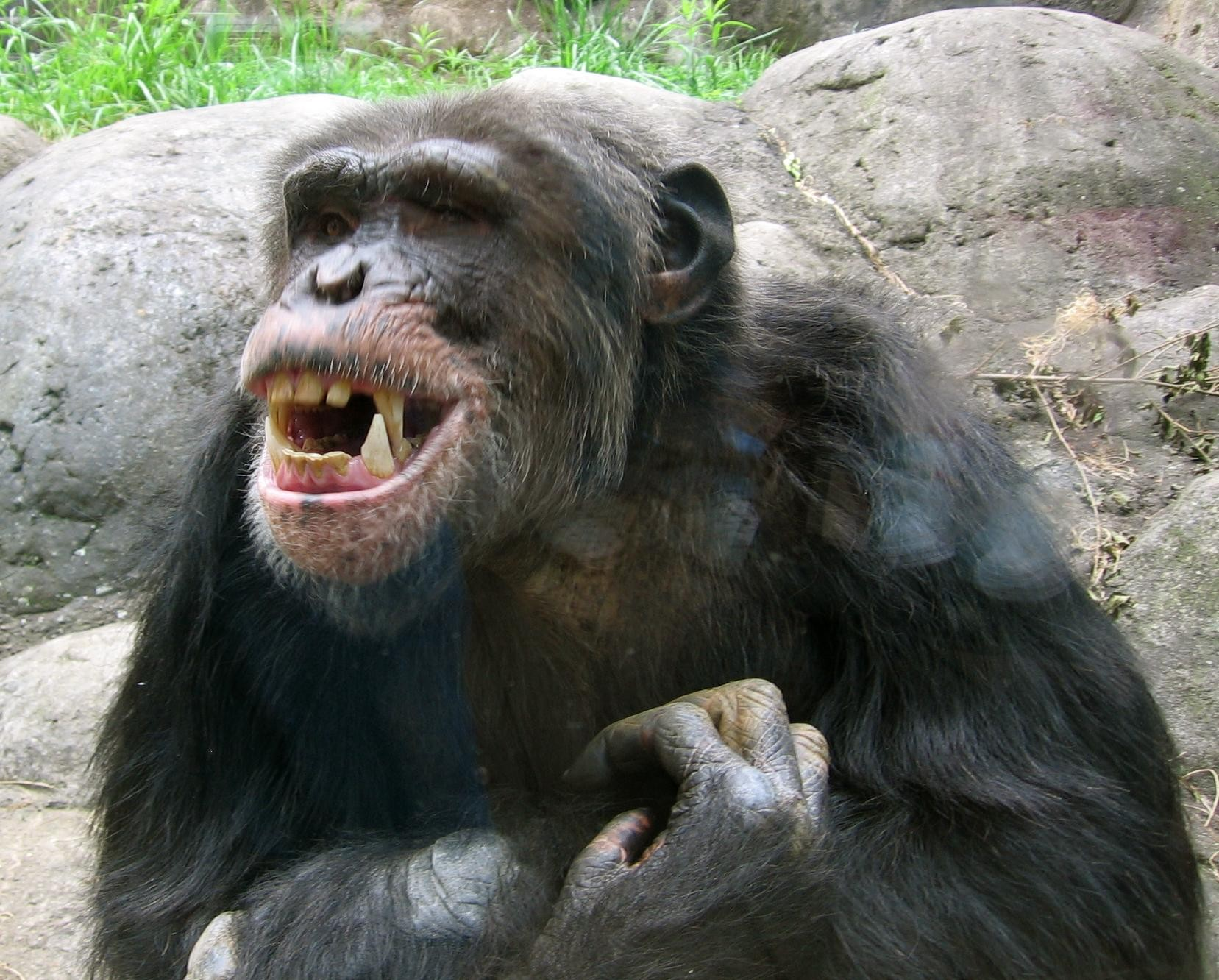
Chimpancé "sonriendo" en el Zoológico de Knoxville.

En otros animales, mostrar los dientes suele utilizarse como una amenaza o una señal de advertencia (conocida como gruñido) o como signo de sumisión. En el caso de los chimpancés, también puede ser una señal de miedo. Sin embargo, no todas las muestras de dientes de los animales transmiten actos o emociones negativas. Por ejemplo, los macacos de Berbería muestran la boca abierta como señal de alegría, lo que probablemente tenga raíces y propósitos similares a los de la sonrisa humana.